# کوه باتو
کوه باتو (به لاتین: Mount Batu) یک کوه در اتیوپی است که در منطقه اورومیا واقع شده‌است. کوه باتو ۴٬۳۰۷ متر بالاتر از سطح دریا واقع شده‌است.